# Whitbread Round the World 1997-1998
De Whitbread Round the World 1997-1998 was de zevende editie van de zeilwedstrijd om de wereld die tegenwoordig de "Volvo Ocean Race" heet. De race werd gewonnen door de Zweedse boot "EF Language" van de schipper Paul Cayard.
Deze race, tevens de laatste race met Whitbread als sponsor, veranderde het beeld van de race bij het grote publiek voorgoed. De kwaliteit van de on-board videobeelden en de vele e-mails van de verschillende bemanningsleden zorgde voor wereldwijde media-aandacht. Voor de eerste keer werd er gevaren met boten uit dezelfde klasse, de Whitbread 60.
Grote namen uit de zeilsport raakten geïnteresseerd om mee te doen door de introductie van één bootklasse. Mannen als Dennis Conner, Chris Dickson en misschien wel de grootste verrassing Paul Cayard deden mee. Een vloot van 10 schepen vertrok uit Southampton op 21 september 1997 en streden om de Volvo Trophy.

## Route
Nu de internationale boycot van Zuid-Afrika was opgeheven, werd Kaapstad weer als etappeplaats in de route opgenomen. Daarnaast deed de race voor het eerst Frankrijk aan. Het aantal etappes werd flink uitgebreid van zes naar negen.
| Etappe | Start           | Finish          | Afstand  | Datum start       | Winnaar       |
| ------ | --------------- | --------------- | -------- | ----------------- | ------------- |
| 1      | Southampton     | Kaapstad        | 7.350 Nm | 21 september 1997 | EF Language   |
| 2      | Kaapstad        | Fremantle       | 4.600 Nm | 11 november 1997  | Swedish Match |
| 3      | Freemantle      | Sydney          | 2.250 Nm | 13 december 1997  | EF Language   |
| 4      | Sydney          | Auckland        | 1.270 Nm | 4 januari 1998    | Merit Cup     |
| 5      | Auckland        | São Sebastião   | 6.670 Nm | 1 februari 1998   | EF Language   |
| 6      | São Sebastião   | Fort Lauderdale | 4.750 Nm | 14 maart 1998     | Silk Cut      |
| 7      | Fort Lauderdale | Baltimore       | 870 Nm   | 19 april 1998     | BrunelSunergy |
| 8      | Annapolis       | La Rochelle     | 3.390 Nm | 3 mei 1998        | Toshiba       |
| 9      | La Rochelle     | Southampton     | 450 Nm   | 22 mei 1998       | Merit Cup     |

## Teams
Aan de zevende editie deden tien teams mee. Eén boot haalde de finish niet; America's Challenge haakte na de eerste etappe af vanwege financiële problemen.

## Scoringssysteem
Een ingewikkeld puntensysteem verving de oorspronkelijke exclusieve tijdwaarneming. Hiermee werden korte etappes belangrijker gemaakt dan dat zij waren bij exclusieve tijdswaarneming. Maximaal konden 1035 punten worden gewonnen.

## Eindklassement
| Positie | Team                | Land                | Schipper(s)                     | Punten |
| ------- | ------------------- | ------------------- | ------------------------------- | ------ |
| 1       | EF Language         | Zweden              | Paul Cayard                     | 836    |
| 2       | Merit Cup           | Monaco              | Grant Dalton                    | 698    |
| 3       | Swedish Match       | Zweden              | Gunnar Krantz                   | 689    |
| 4       | Innovation Kvaerner | Noorwegen           | Knut Frostad                    | 633    |
| 5       | Silk Cut            | Verenigd Koninkrijk | Lawrie Smith                    | 630    |
| 6       | Chessie Racing      | Verenigde Staten    | George Collins                  | 613    |
| 7       | Toshiba             | Verenigde Staten    | Dennis Conner, Paul Standbridge | 528    |
| 8       | Brunelsunergy       | Nederland           | Hans Bouscholte, Roy Heiner     | 415    |
| 9       | EF Education        | Verenigde Staten    | Christine Guillou               | 275    |
| Dnf     | America's Challenge | Verenigde Staten    | Ross Field                      | 48     |

DNF: Niet gefinist.